# Siemens PC 16-10
Mit dem Siemens PC 16-10 bot Siemens Ende 1983 erstmals einen Personal Computer der 16-Bit-Klasse an. Dieser war allerdings nicht IBM-kompatibel und lief unter dem Betriebssystem CP/M-86.

## Hardware
Das PC-System bestand aus einem robusten Gehäuse mit separatem Monitor und separater Tastatur in Verbindung mit einem Drucker. Siemens übernahm, abgesehen von einer anderen Front, der Einfachheit halber das bereits vorhandene Gehäuse des Programmiergeräts PG675, das zur Programmierung der SPS-Serie Siemens SIMATIC S5 diente, mit den Abmessungen (H × B × T) 211 mm × 440 mm × 337 mm und einem Gewicht von ca. 11 kg. Im PC arbeitete eine CPU vom Typ Intel 8088 mit einer Taktfrequenz von 4,1 MHz. In der Grundversion verfügte er über 128 kB an Arbeitsspeicher, der in 128-kB-Schritten auf maximal 512 kB aufgerüstet werden konnte. Es waren ein oder zwei Laufwerke in halber Bauhöhe (slimline) für 5,25″-Disketten mit einer Speicherkapazität von 360 kB senkrecht eingebaut.
Die Tastatur, mit den Abmessungen (H × B × T) 63 mm × 500 mm × 250 mm, war ergonomisch gestaltet und verfügte neben dem Textblock über einen abgesetzten Block zur Cursor-Steuerung, einen abgesetzten numerischen Block sowie über 16  Funktionstasten. Sie war über eine serielle Schnittstelle mit 20-mA-Stromschleife angeschlossen.
Der 12-Zoll-Bildschirm (31 cm) war drehbar und sowohl vorwärts als auch rückwärts neigbar. Er hatte eine grün leuchtende Bildröhre mit Antireflex-Beschichtung und stellte 25 Zeilen × 80 Buchstaben in 11 × 7-Punktmatrix dar.
Es war der Drucker Siemens PT88 als Nadeldrucker oder als Tintendrucker wählbar.

## Software
Der PC 16-10 lief unter dem Betriebssystem CP/M-86. Siemens bot auch Concurrent CP/M sowie die Grafik-Erweiterung GSX-86 an. An Programmiersprachen standen neben Assembler mehrere BASIC-Dialekte, Fortran 77, Cobol, Pascal/MT 86 und C zur Verfügung. Es wurden die Textverarbeitung WordStar sowie Produkte des amerikanischen Software-Hauses Chang Labs, Textverarbeitung und Kalkulation, angeboten, außerdem Emulationsprogramme zur Kommunikation mit Siemens- und IBM-Großrechnern.

## Sonstiges
Der anfängliche Preis für ein komplettes System einschließlich Drucker PT88 betrug ca. 11.300 DM. Es wurde auch ein erweitertes Modell mit einem Diskettenlaufwerk und einer Festplatte mit einer Kapazität von 10 MB angeboten.